# El último viaje de Robert Rylands
El último viaje de Robert Rylands és una pel·lícula hispanobritànica dirigida per Gracia Querejeta que es va estrenar el 18 d'octubre de 1996. Va ser el segon llargmetratge de la seva directora. El seu guió és una adaptació lliure de la novel·la Todas las almas de Javier Marías, que el novel·lista va repudiar, pel que va ser objecte d'una polèmica que acabaria amb una demanda en els tribunals, que va resultar en una indemnització cap a l'escriptor i l'ordre de retirar el seu nom dels crèdits de la pel·lícula.

## Argument
Robert Rylands, un seductor arqueòleg i professor universitari vora dels seixanta anys, es presenta voluntàriament per a declarar en la comissaria. El seu relat davant el comissari, que dura tota la nit, comencen amb l'arribada a Oxford de Juan Noguera, un jove professor espanyol que impartirà un curs de literatura espanyola a la universitat. Juan s'allotja a casa del seu col·lega i amic Alfred Cromer, que viu amb la seva germana i la seva filla petita.
Juan aviat percep que el recent retorn de Robert Rylands a la ciutat, després d'una absència de deu anys, pertorba la família. Intenta indagar la causa, però tant Alfred com Jill rebutgen revelar-li el secret que hi ha entre ells. Mentrestant, Alfred cau malalt, i li diagnostiquen un càncer terminal. Robert Rylands intenta repetidament contactar amb Alfred, però aquest es nega a veure'l.
A poc a poc Juan i Jill comencen a enamorar-se. Al final Juan descobreix la causa del ressentiment contra Robert Rylands. Robert i Alfred van ser amants, i Gill es va interposar ficant-se al llit amb Robert un dia. Gill va quedar embarassada de la seva filla i en descobrir-ho Alfred la relació entre tots dos homes es va trencar, i llavors Robert es va embarcar en un dels seus viatges d'exploració sense data de retorn.
Alfred surt de l'hospital en cadira de rodes, i al poc temps, Juan col·labora en un parany perquè es reuneixi amb Robert. Després dels retrets del retrobament es reconcilien. Robert li diu que vol que visquin junts el temps que li queda, però Alfred li contesta que si realment l'estima ha d'ajudar-lo a morir dignament. Robert finalment accedeix, i després de disparar-li amb la seva vella pistola es presenta en la comissaria per a confessar.

## Repartiment
- Ben Cross - Alfred Cromer;
- William Franklyn - Robert Rylands;
- Gary Piquer - Juan Noguera;
- Cathy Underwood - Jill, la hermana de Alfred;
- Perdita Weeks - Sue, la hija de Jill;
- Kenneth Colley - comisario Archdale;
- Lalita Ahmed - Ahira, el ama de llaves de Robert;
- Karl Collins - Abraham, alumno de Juan;
- Maurice Denham - Hume.

## Premis i nominacions
- 1996: guanyadora de les medalles del Cercle d'Escriptors Cinematogràfics a la millor pel·lícula, millor director (Gracia Querejeta), millor fotografia (Antonio Pueche), millor muntatge (Nacho Ruiz Capillas) i millor música (Ángel Illarramendi).[4]
- 1996: nominada a la Conquilla d'Or del Festival de Sant Sebastià.
- 1996: nominada al Goya a la millor música original.[5]